# Прапор Талалаївського району
Пра́пор Талала́ївського райо́ну — офіційний символ Талалаївського району Чернігівської області, затверджений 26 березня 2004 року рішенням сесії Талалаївської районної ради.

## Опис
Прапор являє собою прямокутне зелене полотнище зі співвідношенням сторін 2:3, посередині якого розміщені чотири білих горизонтальних смуги. У верхньому древковому кутку вміщено герб району, що виглядає як зелений щит із срібною брамою з вежею, золотими дахами й воротами, в отворі яких розташовано золоте серце. Над брамою справа зображено золотий уширений хрест, а зліва — восьмипроменева золота зірка, знизу щит перетятий ламаною і трьома прямими золотими нитяними балками.